# Distrikt Pucará (Jaén)
Der Distrikt Pucará liegt in der Provinz Jaén in der Region Cajamarca im Norden Perus. Der Distrikt wurde am 2. Februar 1956 gegründet. Er besitzt eine Fläche von 221 km². Beim Zensus 2017 wurden 5856 Einwohner gezählt. Im Jahr 1993 lag die Einwohnerzahl bei 6568, im Jahr 2007 bei 7110. Sitz der Distriktverwaltung ist die 894 m hoch gelegene Kleinstadt Pucará mit 3472 Einwohnern (Stand 2017). Pucará befindet sich 51 km südwestlich der Provinzhauptstadt Jaén.

## Geographische Lage
Der Distrikt Pucará befindet sich in der peruanischen Westkordillere im äußersten Süden der Provinz Jaén. Der Río Huancabamba durchquert den Distrikt in südöstlicher Richtung und vereinigt sich an der südöstlichen Distriktgrenze mit dem von Süden kommenden Río Chotano zum Río Chamaya.
Der Distrikt Pucará grenzt im Südwesten an den Distrikt Kañaris (Provinz Ferreñafe), im Nordwesten an den Distrikt Pomahuaca, im Nordosten an den Distrikt Colasay sowie im Südosten und im Süden an die Distrikte Callayuc und Querocotillo (beide in der Provinz Cutervo).

## Ortschaften
Neben dem Hauptort gibt es folgende größere Ortschaften im Distrikt:
- Playa Azul
- San Juan de Tapusca